# Скирюк, Дмитрий Игоревич
Дми́трий И́горевич Скирю́к (род. 10 ноября 1969) — российский писатель-фантаст, публицист.
Родился 10 ноября 1969 года городе Березники Пермского края. В 1986 году окончил усольскую среднюю школу № 1, в 1987 — ПТУ № 47 города Березники по специальности электрослесарь. Служил в армии. После армии в 1995 году окончил Пермский университет с дипломом гидробиолога.
Сменил множество профессий — был электриком, фотографом, редактором в издательстве, ихтиологом, инспектором рыбоохраны, однако не переставал заниматься литературной деятельностью. Печататься начал в 2000 году. Первый же роман, «Осенний лис», попал в номинационный список сразу нескольких литературных премий и был удостоен «Лучшего дебюта» на фестивале «Звездный мост». Через год продолжение истории о воине, травнике и волшебнике Жуге «Драконовы сны» принесло автору «серебро» в номинации «Лучшее продолжение». Весь цикл состоит из четырёх книг, однако при издании два первых тома неоднократно разбивались издательством на две книги каждый («Осенний лис» / «Сумерки меча» и «Кровь Земли» / «Драконовы Сны»), что породило значительную путаницу.
В 2006-м году автор неожиданно для многих сделал крен из героического фэнтези в мистику и «городское фэнтези». Книга «Блюз чёрной собаки», посвящённая рок-музыкантам, молодёжной субкультуре, року и предназначению, а также историческим загадкам города Перми, наполненная огромным количеством фактического материала, вызвала заметный интерес и массу споров в литературных и окололитературных кругах. На конвенте «Звёздный Мост 2006» роман получил «серебро» в номинации «Роман года». Сам автор предпочитает именовать жанр, в котором написан роман, «мистической документалистикой».
Впоследствии Дмитрий написал цикл эссе о рок- и поп-музыке, сделав упор на собственное восприятие и переосмысление творчества любимых музыкантов, альбомов и стилей — эта книга вышла в 2007 году под названием «Другой Rock and Roll» и не является ни продолжением «Блюза…», ни дополнением к нему.
В 2007-м году для литературного проекта «Аллоды онлайн» Дмитрий написал повесть «Крысинда», которая по причинам организационного характера (в частности, из-за контрактных обязательств) так и не увидела свет. Опубликована в 2013 году в сборнике «Настоящая фантастика '2013» (совместное издание «ЭКСМО» и «Снежный ком»).
С 2008 года по личным и творческим обстоятельствам Дмитрий прекратил литературную деятельность.
Играл в Московской блюз-рок-группе «Бобровая хатка» на губной гармошке (в частности, записывался с нею на альбоме «Всем Миром», 2010 г.).
Жил в Усолье, иногда (по обстоятельствам) в Перми или в Москве. С 2011 по 2013 год проживал в Крыму, и по причине удаленности от Москвы перестал играть в группе. В данный момент живёт в городе Петрозаводск.
Работает над монографией (и серией статей) по исследованию древних настольных игр и восстановлению их утраченных правил, в частности, множество его статей в Живом Журнале посвящено шашкам и играм семейства манкала. Особое внимание уделяет игре Го.

## Книги

### Тетралогия о травнике Жуге
- Осенний лис (2000)
- Драконовы сны (2001)
- Руны судьбы (2002)
- Кукушка (2005)

### Другие романы
- Дети капитана Гурея (в соавторстве с Виктором Новокшоновым) (1990, не опубликован)
- Прививка против приключений (1993/96, опубликован в 2006)
- Блюз чёрной собаки (2006)
- Другой Rock-and-Roll (2008)

### Повести и рассказы
- Старков и другие безумства (в соавторстве с Андреем Михайловым) (1992)
- Копилка (2000)
- Королевский гамбит (2000)
- Стандарт (2000)
- Заразилка (2002)
- Зверики (2002)
- Иван-дурилка (2002)
- Имярек (2002)
- Находилка (2002)
- Нулевая степень (2002)
- Парк Пермского периода (2002)
- Поварилка (2002)
- Пыль на ветру (2002)
- Разломалка (2002)
- Старик (2002)
- Тоник (2002)
- Четвёртый (2002)
- Гнев Господень (2006)
- Крылья Родины (в соавторстве с Виталием Смирновым) (2002)
- Крысинда (2013)
- Грозица (2016)

## Награды и премии
- Звёздный Мост 2000 — Лучшая дебютная книга. Первое место за роман «Осенний лис».
- Звёздный Мост 2001 — Лучший цикл, сериал и роман с продолжением. Третье место за роман «Драконовы сны».
- Зиланткон 2004 — Большой Зилант за повесть «Парк Пермского периода».
- Звёздный Мост 2007 — Лучший роман. Второе место за роман «Блюз черной собаки».
- Интерпресскон 2014 — 1-е место (средняя форма) за повесть «Крысинда».